# Мю Наугольника
Мю Наугольника (μ Nor, μ Normae) — звезда, пятой звёздной величины (4,94m), которая находится в пределах слабого созвездии Наугольник, лежащего к юго-западу от Скорпиона. Звезда является голубым сверхгигантом, который лежит на границе двух спектральных классов B и O: иногда его обозначают B0, иногда O9.7. Мю Наугольника является одной из самых ярких звёзд в Галактике. Звезда находится на расстояния 4 240 световых лет (±1 540) от Земли, и если бы не межзвёздное поглощение света, то её звёздная величина была бы 4,01m. С учетом этого поглощения и температуры около 30 500 K (притом, что очень много энергии, если не большая её часть излучается в ультрафиолете), можно рассчитать, что её яркость в полмиллиона раз больше солнечной. Неопределенность в расстоянии может вдвое сократить это значение, но может и вдвое его увеличить — до миллиона.
Учитывая светимость и температуру можно рассчитать, что её масса от 25 до 60 раз больше солнечной. Среднее значение массы в 40 солнечных предполагает, что звезда ещё не истинный сверхгигант, но всё равно она приближается к концу свой жизни, имея возраст 4±1 млн. лет. При расчётном радиусе 25 раз превышающем солнечный, а также прогнозируемой экваториальной скорости вращения в 72 км/с, период вращения звезды должен быть примерно 17 дней. Как и большинство подобных звёзд, Мю Наугольника обладает мощным звёздным ветром, который истекает с поверхности со скоростью 1 750 км/с При нынешних темпах потери массы, которые могут быть в несколько миллионных долей солнечной массы в год (что почти в 100 миллионов раз больше, чем теряет наше Солнце), звезда уже потеряла 10 процентов своей массы.
Мю Наугольника, по-видимому, одиночная звезда, никаких орбитальных компаньонов у неё не обнаружено. Звезда является самой яркой из звёзд довольно слабого рассеянного скопления NGC 6169, о котором почти ничего не известно. Также предполагается, что Мю Наугольника принадлежит к Ara OB1-ассоциации горячих звёзд класса O и B, которая в основном располагается в созвездии Жертвенник.